# Adam Viktora
Adam Viktora (* 2. prosince 1973 Plzeň) je český varhaník a dirigent.
Vystudoval Konzervatoř v Plzni a Akademii múzických umění v Praze. Vzdělání si dále rozšířil soukromým studiem u Christopha Bosserta a na mistrovských interpretačních kurzech, např. u Tagliaviniho, Erickssohna, Koimanna a Haselböcka. V roce 2000 založil soubor Ensemble Inégal a od roku 2007 pořádá Český varhanní festival. Od roku 1998 vyučuje varhanní hru na Konzervatoři v Plzni a od roku 2007 také hudební teorii na Pražské konzervatoři. Jako umělecký vedoucí souboru Ensemble Inégal s ním natočil množství CD s díly českých barokních hudebních skladatelů, zvláště Jana Dismase Zelenky.